# الجماسين (قرية)
الجماسين هي قرية تقع على بعد نحو 5 كلم من شاطئ البحر، في السهل الساحلي الأوسط من القرى المهجرة قضاء يافا. وهي من القبائل التي سكنت تلك المنطقة في العصور المتأخرة، وقد سكنوا في منطقتين على ضفاف نهر العوجا الشمالية قبيل مصبه في البحر بـ 3كم للجماسين الغربي، و6كم للجماسين الشرقي.
تتاخمها المستنقعات ويعني القسم الأول من اسمها مربي الجواميس وهو حيوان يشبه البقرة إلا انه أكبر حجماً بينما يميزها توأمها الجماسين الغربي والجماسن الشرقية كلهم من المسلمين وأصلهم بدو هاجروا من غور الأردن، وربما كانوا وصلوا إلى المنطقة المجاورة لموقع القرية في القرن السادس عشر. ويقال بأن الجماسين قدموا إلى هذه المنطقة من الغور واستقروا فيها والمعلوم أن هناك فخذاً يسمى جماسة من عشيرة السبخة إحدى عشائر محافظة دير الزور السورية.

## عهد الدولة العثمانية
وقد ورد ذكر الجماسين ضمن الدفاتر العثمانية والتي تعود لعام 1005هـ/1596م ضمن ناحية قاقون إحدى نواحي لواء جبل نابلس، وهم يتبعون نظام أمير لواء، وكانت أعدادهم 34 أسرة ومجردين، ويقدمون ما مجموعه 6060 آقجة، منها 1200 رسم عروس وعقوبات و300 ماعز ونحل، و4560 آقجة جاموس. وهذه المنطقة هي ما يعرف بقضاء طولكرم، ولا تشمل قضاء يافا الذي كان يقيم فيه الجماسين قبيل نكبة عام1948م. وعدد سكان الجماسين في الوقت الحالي في فلسطين والشتات 20000 نسمة.
عائلات الجماسين:
1. عائلة أبوليل
2. عائلة أبوعياش
3. عائلة مسيمي
4. عائلة أبوذراع
5. عائلة أبوسريس
6. عائلة حنون
7. عائلة أبوشلال
8. عائلة أبوحمدان
9. عائلة أبورزق
10. عائلة أبو علي
11. عائلة مراحيل
12. عائلة أبو زيدان
13. عائلة أبوشحادة
14. عائلة اشتيوي
15. عائلة أبوعوض
16. عائلة سروجي
17. عائلة أبوعرب
18. عائلة أبو سمره
19. عائلة رياحي
20. عائلة أبوالريش
21. عائلة العدوي
22. عائلة أبوالاسمر
23. عائلة سحلوب
24. عائلة أبومريم
25. عائلة أبو داود
26. عائلة السماك
27. عائلة أبو هدبه

```
 عائلة ال هترية
```

## بناء البيوت
وكان مسكنهم المميز المعروف (الخوص)، عبارة عن كوخ مخروطي أو هرمي الشكل مصنوع من جذوع الشجر وأغصانها، وإن كان بعض منازل القرية مبنيا بالطوب.

## التعليم
وكان أبناء الجماسين يؤمون مدرسة قرية الشيخ مونس. 

## موارد الرزق
وكانت تربية الجواميس مورد الرزق الأساسي لسكان القرية، إذا كانوا يبيعون لحمها وحليبها في يافا، ويستخدمونها في جر العربات وسواها. وكانوا يعنون أيضا. فضلا عن تربية الحيوانات بزراعة الحمضيات والحبوب ومحاصيل أخرى. في 1944\1945، كان ما مجموعه 53 دونما مخصصا للحمضيات والموز، و40 دونما للحبوب و193 دونما مرويا أو مستخدما للبساتين. وكان نفر من سكانها يعمل أيضا في بساتين الحمضيات خارج القرية، ولا سيما في البساتين التي يملكها الألمان في سارونا. 

## احتلالها وتهجير سكانها
من المرجح أن تكون الجماسين وقعت في قبضة القوات الصهيونية قبيل الانتداب البريطاني في 15 أيار\ مايو 1948. إذ كانت هذه القوات تسيطر في تلك الآونة على كامل المنطقة الساحلية بين حيفا وتل أبيب 

## المستعمرات الإسرائيلية على أراضي القرية
لا مستعمرات إسرائيلية على أراضي القرية لكن البناء في تل أبيب المجاورة امتد وطغى على الموقع. 

## القرية اليوم
طغى تمدد البناء في تل أبيب على الموقع كله، ما خلا بضع رقاع يتناثر فيها الحطام والركام، وتنبت فيها أشجار السرو والتين وشوك المسيح ونبات الخروع. ولا تزال بضعة منازل عربية قائمة، وقد دمجت في شبكة شوارع تل أبيب إلى جانب الأبنية السكنية والتجارية اليهودية الجديدة.

## موطن الشتات
تشتت الفلسطينيون عقب اعتداء الاحتلال الإسرائيلي عليهم عام 1948 بين ربوع الوطن المختلف، وانتقلوا من ارض فلسطينية إلى أخرى فلسطينية أيضا، وشكلوا لأنفسهم تجمعات والتي عرفت بمخيمات اللجوء، والتي تشكلت معظمها عام 1950 على أنحاء متفرقة من الأراضي الفلسطينية شمال الضفة الغربية وغربها، وفي مختلف مناطق قطاع غزة. وفي شمال الضفة الغربية وبالتحديد في مدينة نابلس أقيمت ثلاثة مخيمات يوجد معظم عائلات الجماسين هي مخيم بلاطة وهو أكبر مخيمات الضفة، ومخيم عسكر بقسميه القديم والجديد وهي في الجهة الشرقية لمدينة نابلس، وما عرف بمخيم عين بيت الماء أو مخيم رقم 1 وهو غرب المدينة، وعند النكسة سنة 1967 هاجر بعض العائلات إلى الأردن واستقروا في مخيم الحسين ومخيم البقعة وبعض من العائلات هاجرة إلى الكويت لطلب الرزق.